# La volva d'or
La bolva d'or (La volva d'or, en català normatiu) és un drama en tres actes i en vers, original de Josep Feliu i Codina, estrenat al teatre Romea de Barcelona, la nit del 10 d'octubre de 1880.
L'escena té lloc a Canet de Mar.

## Repartiment de l'estrena
Actors de repartiment.
- Cristina: Carme Parreño
- Mariàngela: Carolina Cabello
- Maties: Hermenegild Goula
- Sadurní: Lleó Fontova
- Don Medir: Iscle Soler
- Don Marc: Andreu Cazurro
- Gisleno: Frederic Fuentes
- Besora: Joaquim Pinós
- Tomàs: Josep Sarriera
- Senyor Arcís: N. Casas
- Jaume: N. Casas
- Miquel: N. Casas
- Parents, coneguts, criatures, un secretari i un agutzil